# 역사적 인종 분류

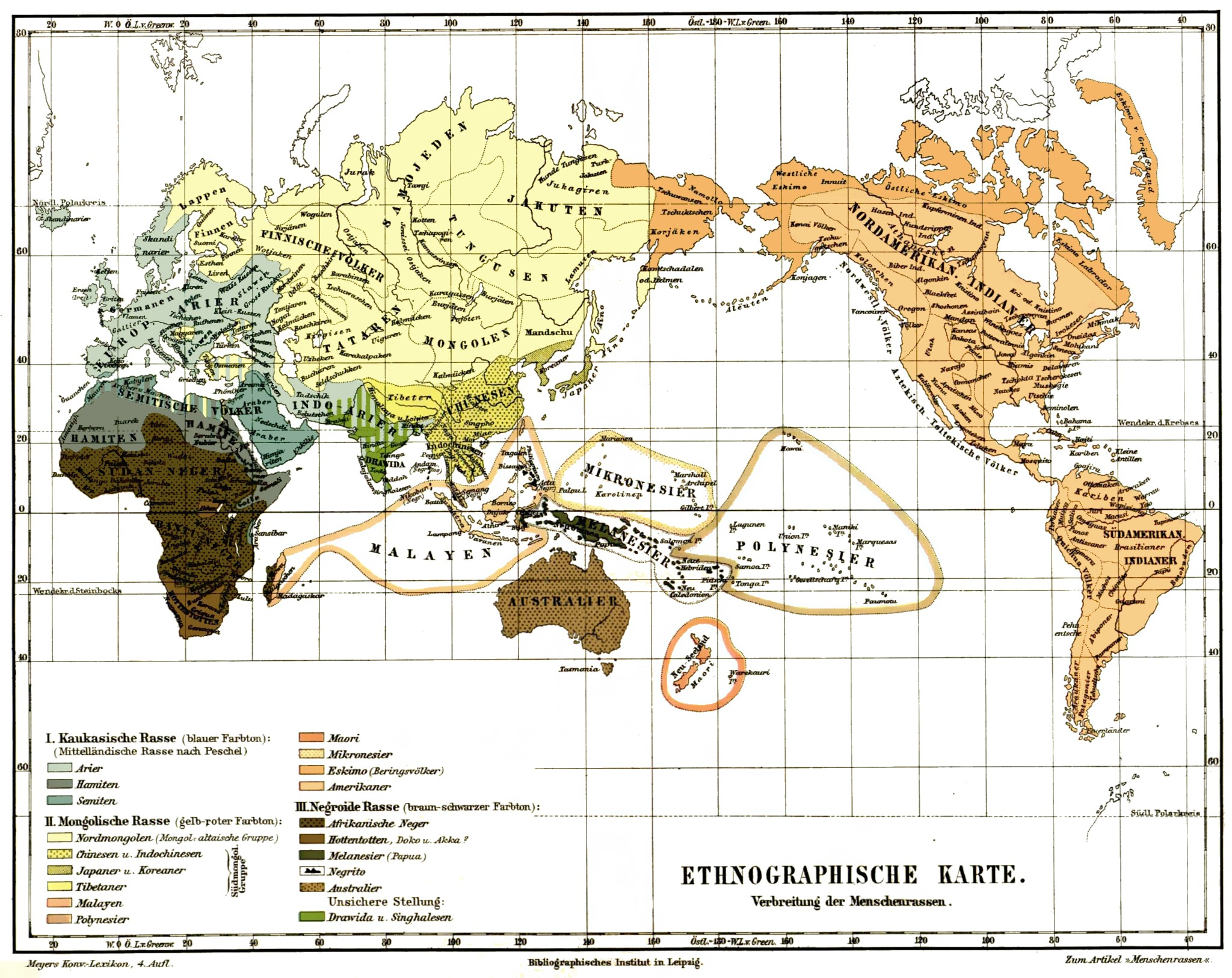
세계의 인종을 코카소이드, 몽골로이드, 니그로이드로 나눈 19세기 후반의 민족지학 지도 (Meyers Konversations-Lexikon)

역사적 인종 분류는 인류를 인종(race)에 따라 분류하고자 한 과거의 다양한 시도이다. '인종'이라는 명칭은 현대에 등장한 것에 불과하며 16세기~19세기에는 민족(Nation)으로 명명했다.
19세기부터 인종 분류 연구가 인종학이라는 이름으로 형질인류학의 한 분야로서 활발히 연구되기도 했으나, 현대 유전학의 등장 이후 형질에 기반한 과거의 인종학은 더 이상 주류 학계에서 과학적인 이론으로 받아들여지지 않는다.

## 어원
공통 혈통을 공유하는 식별 가능한 그룹을 의미하는 것으로 해석되는 영어의 인종(race)이라는 단어는 약 1580년에 이탈리아어 razza에서 고대 프랑스어 rasse (1512)에서 영어로 도입되었다. 유사한 개념에 대한 이전의 그러나 어원학적으로 구별되는 단어는 출생, 혈통, 기원, 인종, 혈통 또는 가족과 관련된 특성을 공유하는 그룹을 의미하는 라틴어 단어 속(genus) 이었다. 이 라틴어는 동족 그리스어 단어 "genos"(와 γένος "인종 종류"를 의미하는), 그리고 "gonos", "출생, 자손, 혈통 ..."과 관련된 의미를 가지고 있다.

## 역사

### 고대
고대 그리스 로마인과 중국인들은 외모를 도덕성과 연결시키려는 시도를 했었다. 3세기 한나라 역사가는 금발 녹색눈을 가진 야만인을 원숭이의 후손과 같다고 평했다.
히포크라테스는 인종별 외모의 차이를 그 나라의 자연환경과 민족성과 연결지으려고 시도했다. 따뜻한 지방의 사람들은 게으르고 느리다고 평했고 추운 지방의 사람들은 근면하고 날카롭다고 했으며 땅의 고도와 지형에 따라 인종마다의 신체의 차이가 결정됐다고 설명했다.
"자, 왜 켈트족과 독일인은 사나운 반면, 헬라인과 로마는 일반적으로 말해서, 비록 굴하지 않고 호전적이면서도 정치적인 삶에 대한 경향이 있고 인도적인 경향이 있는 이유를 말해보시오. 왜 이집트인이 더 지적이고 기교를 더 많이 사용하며 아람 사람은 무정하고 여자이나 동시에 총명하고 성내며 헛되고 배우기 쉬우며 민족들 사이에 이런 차이가 있는 이유를 분별하지 못하고 도리어 자기 주장을 하는 자가 있거든 이 모든 것이 자연적으로 일어난 일인데 어떻게 그가 우주가 섭리에 의해 관리되고 있다고 믿을 수 있겠습니까?"

### 18세기

#### 5개의 인종

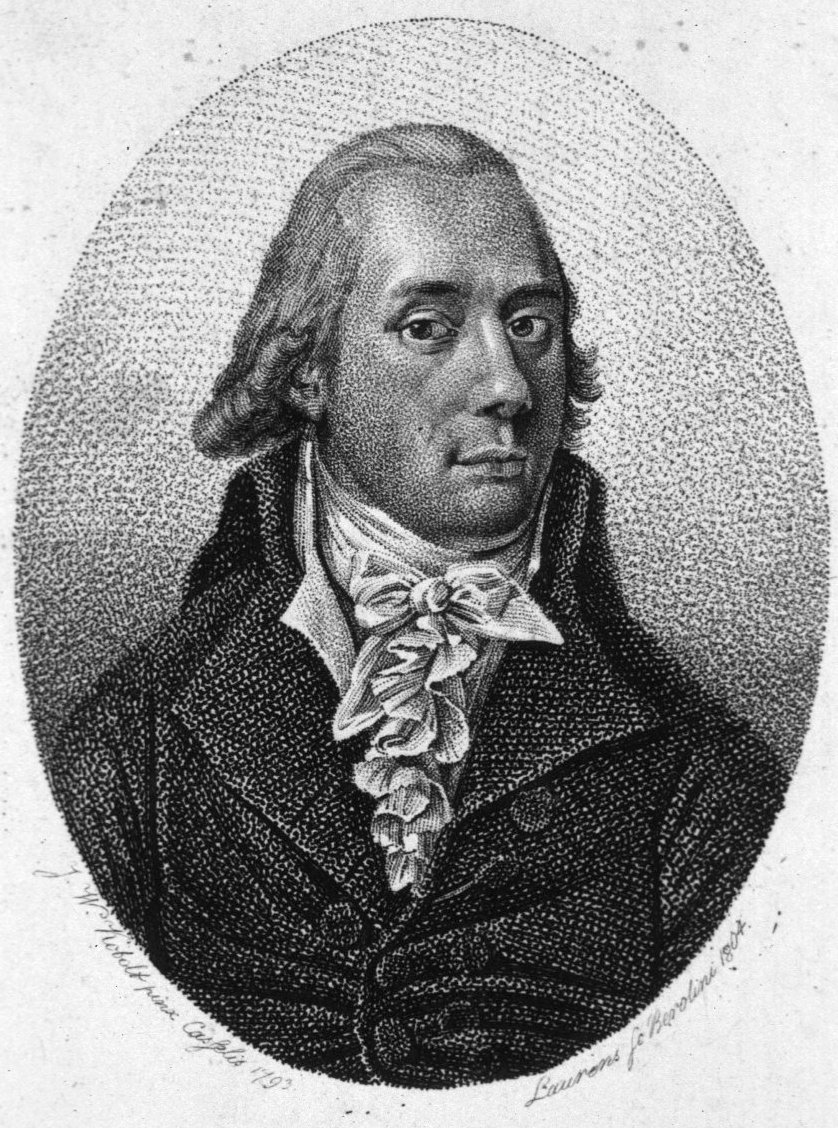
요한 프리드리히 블루멘바흐

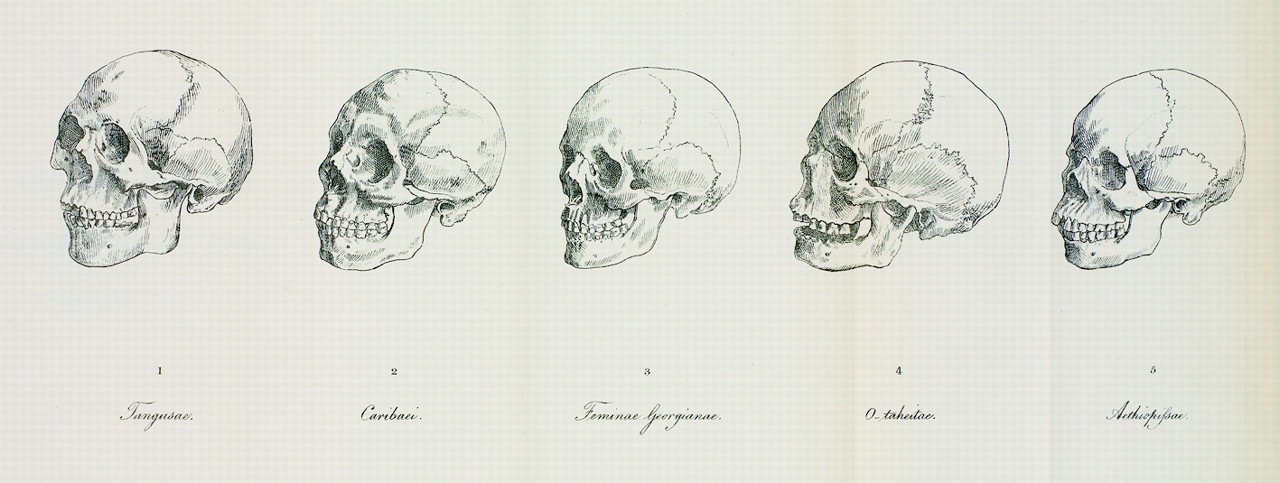
5개의 인종

요한 프리드리히 블루멘바흐는 1779년 인종을 5개로 구분하여 발표하였다. 지역별로 정리된 최초의 근대식 인종개념으로, 일명 5개의 인종이다.
- 백인 인종 (유럽 코카서스 중앙아시아 남아시아)
- 몽골로이드(동아시아 중앙아시아 남아시아)
- 니그로이드(사하라 사막 이남의 아프리카)
- 아메리칸 (북아메리카 남아메리카)
- 말레이 인종 (동남아시아)

블루멘바흐는 얼굴 구조 및 모발 특성, 피부색, 두개골 윤곽 등과 같은 집단적 특성 유형과 같은 신체적 특성이 지리 및 영양 및 관습에 달려 있다고 주장했다.

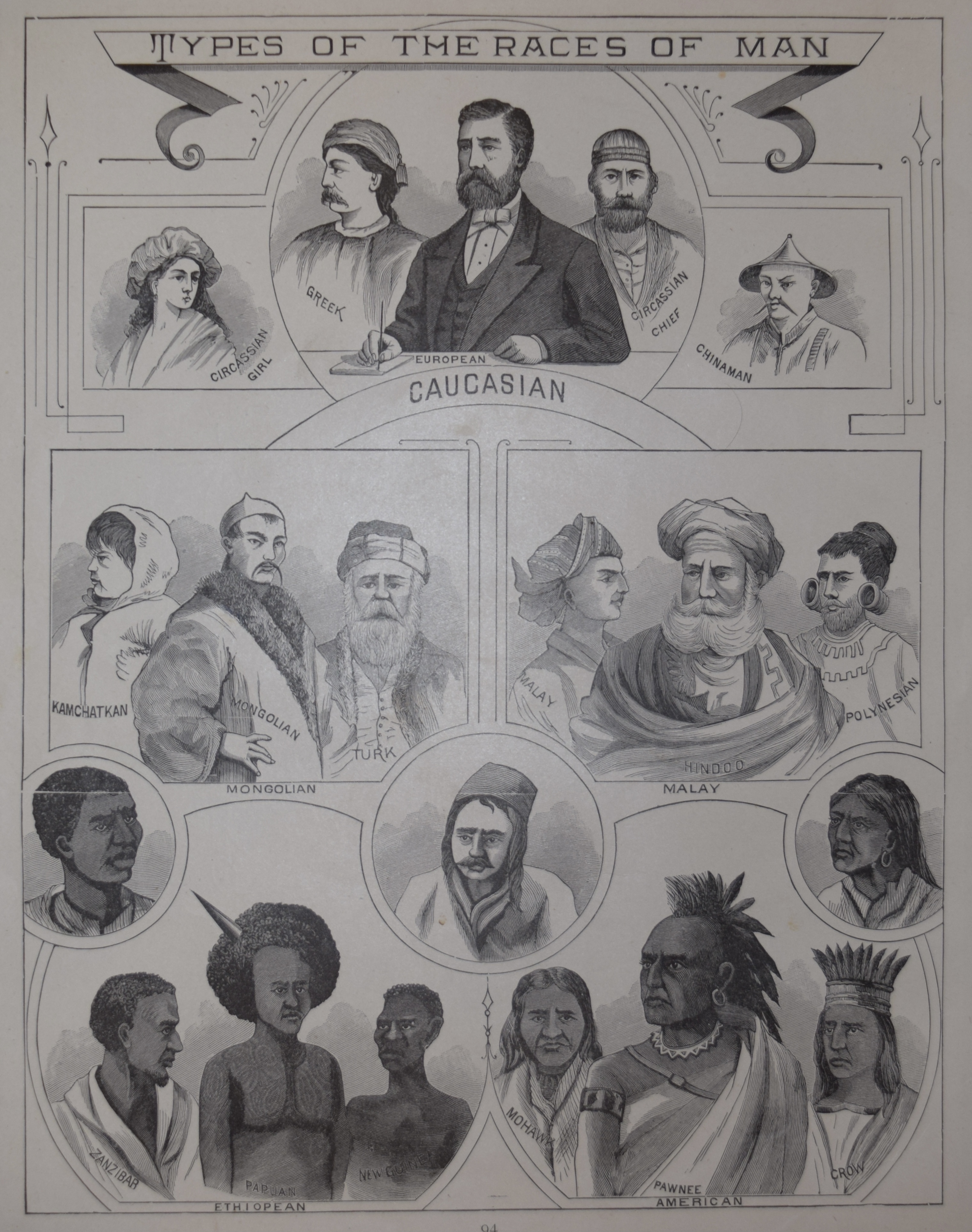
1884년 각 인종의 남자의 모습을 그린 삽화

## 인종인류학
19세기부터 인종을 생물학처럼 체계적으로 분류하는 과학적 틀을 제시하고자 하는 학문적 시도가 있었다. 조르주 퀴비에, 제임스 카울스 프리처드, 루이 아가시, 찰스 피커링 등 19세기 박물학자들이 이 분야를 개척하였다. 당시 인체측정학 등 체질인류학의 방법론이 도입되었는데 대표적으로 두개골의 모양과 크기를 측정하고 이를 지능 등 "인종적 특성"과 연결지었다.

### 아르튀르 드 고비노
프랑스 외교관인 아르튀르 드 고비노는 대표적인 우생학을 주장하는 정치인였으며 페르시아, 브라질 등지에서 근무했었다. 그는 백인 황인 흑인 등의 세 인종으로 나뉜 상태를 장벽이 처져 있는 이상적인 상태라고 말했고 인종 혼합이 이 장벽을 허물어 혼란을 초래할 뿐이라고 비판했다. 그는 중동, 중앙아시아, 인도, 북아프리카, 프랑스 남부를 혼합된 지역으로 평가했다. 그는 프랑스의 경제적 혼란의 책임을 대부분 인종의 오염으로 돌렸다.

### 토마스 헉슬리

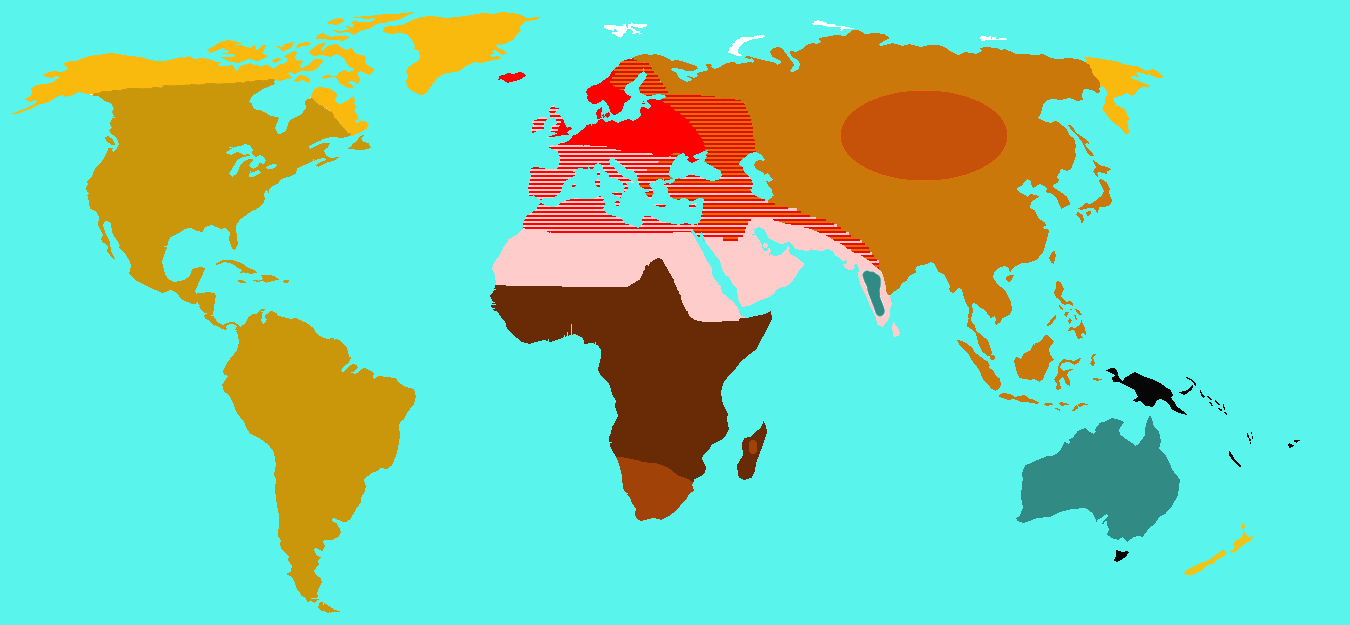
토마스 헉슬리(1870)의 인종 세계지도

19세기의 생물학자 토마스 헉슬리는 "인류의 주요 변형의 지리적 분포에 관하여"(1870)라는 한 논문을 썼다. 그는 기존의 5대 인종을 9가지로 세분하여 전세계의 인류를 분류하려 하였다. 그는 아비시니아인과 힌두인 등 "서로 다른 혈통의 혼합으로 발생했다고 믿을 만한" 경우를 배제했다고 인정했다. 또한 그는 기존의 코카소이드라는 명칭이 크산토크로이(Xanthochroi)와 멜라노크로이(Melanochroi)를 포괄한다고 주장하였는데, 두 분류는 나중에 각각 노르드 인종과 지중해 인종으로 불리게 된다. 헉슬리의 이 논문은 왕립학회에서 거부되었으나 나중에 인종학을 지지하는 근거로 많이 인용되었다.
- 부시맨
- 니그로이드
- 네그리토
- 멜라노크로이(함족, 무어족 포함)
- 오스트랄로이드
- 크산토크로이(북유럽, 동유럽)
- 폴리네시아인
- 몽골로이드 A(시베리아, 몽골)
- 몽골로이드 B(동아시아, 중앙아시아, 남아시아)
- 몽골로이드 C(아메리칸)
- 에스키모

### 시어도어 루스벨트
미국 시어도어 루스벨트 대통령도 우생학을 신봉하며 이와 같은 발언들을 한 인물이다. "강자만이 살아남는게 자연의 섭리이며 미국인이 가장 우월한 인종이다." 또 이런 말을 하기도 했다. "일본인은 터키인보다 우리 백인(미국·영국·앵글로 색슨)에 가깝다."

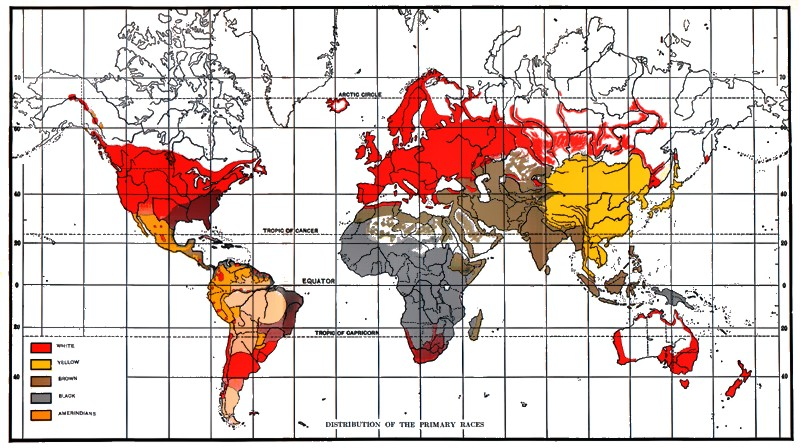
우생학자 Stoddard의 1920년 인종 세계지도

### 갈색인종
1915년 Donald Mackenzie는 지중해부터 중동, 인도, 영국령 동남아 식민지까지 이르는 지역을 갈색 인종으로 명명했다. 기존 5개의 인종 개념에서의 말레이 인종을 갈색 인종으로 치환했다.

## 인종학의 쇠퇴

### 1930년대 인종학에 대한 비판
1930년대 우생학을 바탕으로 국가정책을 실행하는 나치 독일이 부상하자, Ruth Benedict 와 Gene Weltfish 의 "The Races of Mankind"는 "인종적 차이로 어떤 이유에서도 정치적 행동을 정당화하지 못한다."고 역설했다.

## 같이 보기
- 과학적 인종주의
- 인종과 민족관계의 사회학